# Högholm (vid Vattkast, Korpo)
Högholm är en ö i Finland. Den ligger i Skärgårdshavet och i kommunen Pargas i landskapet Egentliga Finland, i den sydvästra delen av landet. Ön ligger omkring 44 kilometer sydväst om Åbo och omkring 180 kilometer väster om Helsingfors.
Öns area är 4,1 hektar och dess största längd är 290 meter i öst-västlig riktning. I omgivningarna runt Högholm växer i huvudsak barrskog. Runt Högholm är det glesbefolkat, med 8 invånare per kvadratkilometer. Närmaste större samhälle är Nagu, 13,1 km öster om Högholm.